# Hélène Cazès-Benatar
Hélène Cazès-Benatar (27 tháng 10 năm 1898 - 7 tháng 7 năm 1979) là một luật sư và nhà hoạt động nhân quyền người Ma-rốc. Trong Thế chiến II, bà đã tổ chức các nỗ lực cứu trợ ở Bắc Phi cho người Do Thái và những người tị nạn khác.

## Đầu đời
Rachel Hélène Cazès sinh ra ở Tangier, con gái của Amram Cazès và Miriam Nahon. Gia đình cô chuyển đến Casablanca năm 1917. Sau khi hoàn thành nghiên cứu pháp luật ở Bordeaux, bà trở thành luật sư nữ đầu tiên của Morocco.

## Nghề nghiệp
Cazès-Benatar đã tích cực trong các hoạt động từ thiện khác nhau ở Casablanca, bao gồm trường mẫu giáo và sữa cho trẻ em. Trong Thế chiến II, bà làm công tác tình nguyện cho Hội chữ thập đỏ ở Casablanca. Bà đã tổ chức các dịch vụ cho người tị nạn từ châu Âu, với tư cách là người sáng lập và chủ tịch đầu tiên của Ủy ban viện trợ người tị nạn Ma-rốc, bao gồm ba trại cứu trợ ở Casablanca.
Sau chiến tranh, bà đã giúp nhiều người tị nạn Do Thái ở Bắc Phi tái định cư trở lại Israel. Bà đi tới Hoa Kỳ du hành diễn thuyết vào năm 1953 và 1954, để gây quỹ cho công việc của mình. Bà là đại diện Bắc Phi của Đại hội Do Thái thế giới. Bà đã viết các báo cáo về Tangier, Ma-rốc thuộc Pháp và Ma-rốc Tây Ban Nha cho Niên yếu Do Thái của Mỹ năm 1955.

## Cuộc sống cá nhân
Hélène Cazès kết hôn với Moses Benatar năm 1920, chồng bà chết năm 1939. Hélène Cazès-Benatar chuyển đến Paris năm 1962 và qua đời năm 1979, hưởng thọ 80 tuổi. Một số tài liệu của cô được lưu giữ trong Kho lưu trữ trung tâm về lịch sử của người Do Thái (CAHJP) ở Jerusalem.